# معادلة بنيامين-أونو
في الرياضيات، تكون معادلة بنيامين-أونو (بالإنجليزية: Benjamin-Ono equation)‏ عبارة عن معادلة تكاملية-تفاضلية integro-differential equation جزئية لاخطية تقوم بوصف موجات داخلية أحادية-البعد في المياه العميقة.
قُدمت هذه المعادلة بواسطة بنيامين (1967) و أونو (1975).
معادلة بنيامين-أونو هي
{\displaystyle u_{t}+uu_{x}+Hu_{xx}=0}
حيث أن H هي تحويل هيلبرت.

## وصلات خارجية
- Benjamin-Ono equation في Dispersive PDE Wiki